# Rödfotad läderkremla
Rödfotad läderkremla (Russula olivacea) är en svampart som först beskrevs av Jakob Christan Schaeffer, och fick sitt nu gällande namn av Elias Fries 1838. Rödfotad läderkremla ingår i släktet kremlor och familjen kremlor och riskor.  Arten är reproducerande i Sverige. Inga underarter finns listade i Catalogue of Life.

## Källor

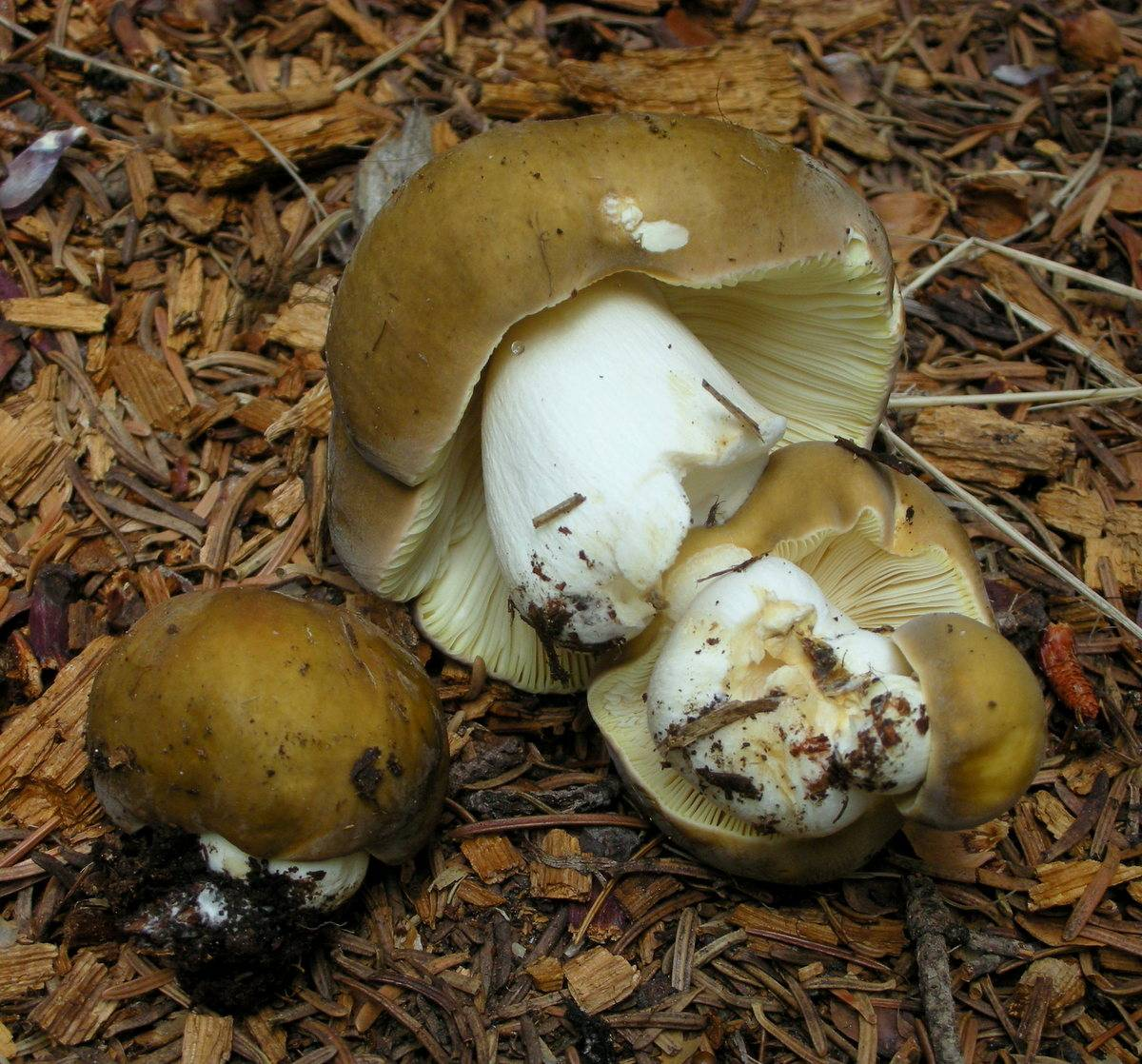
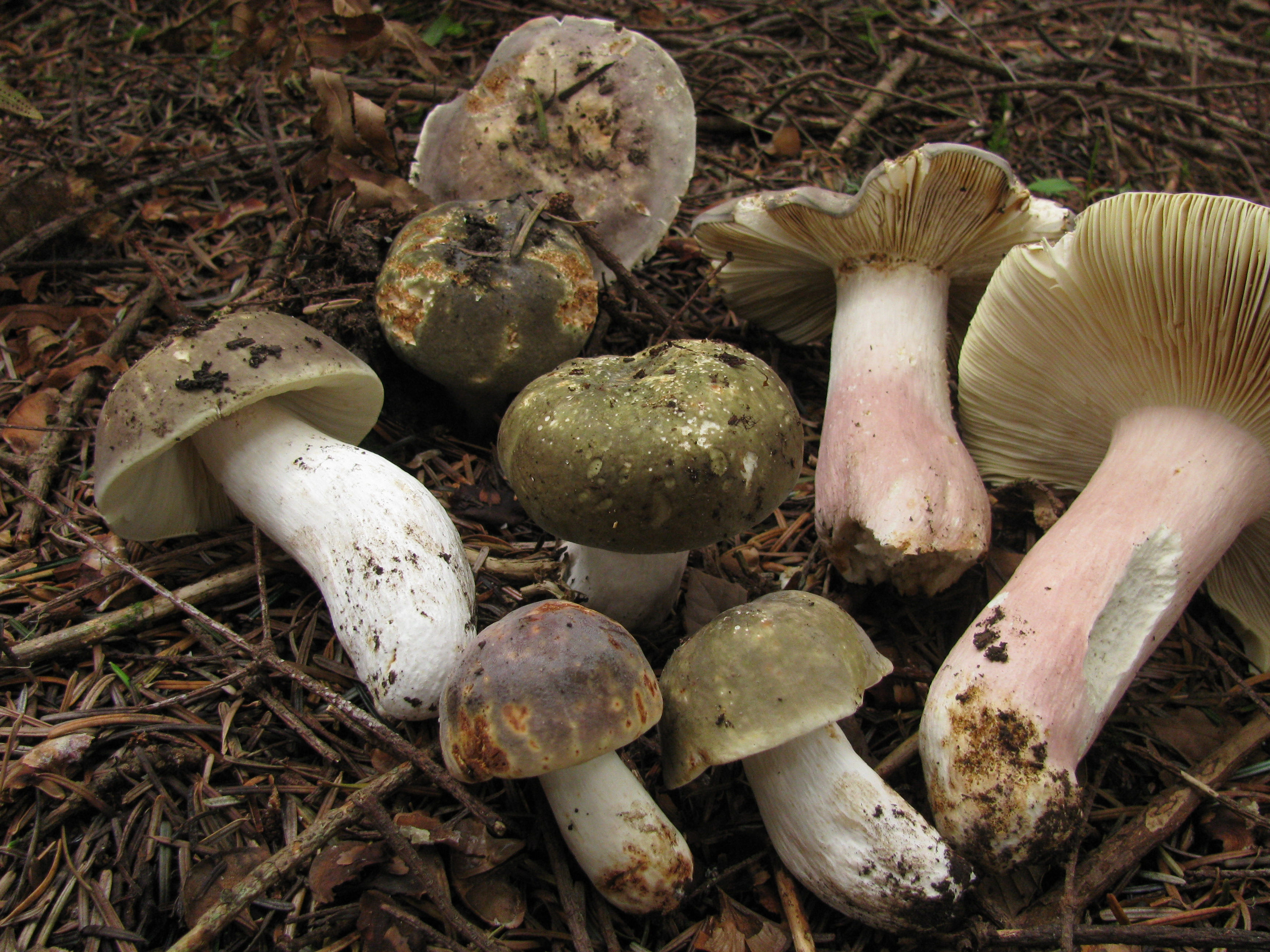
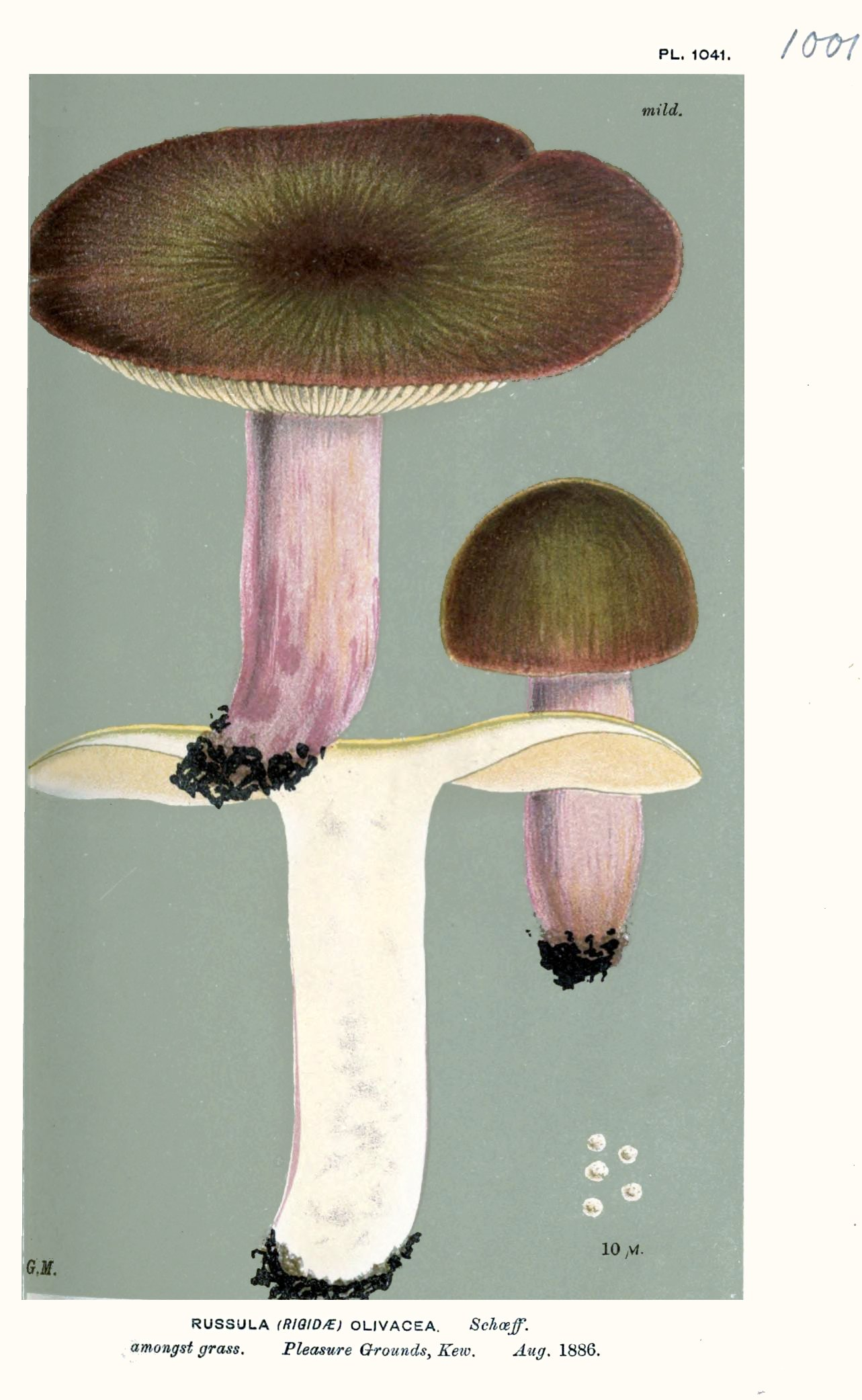
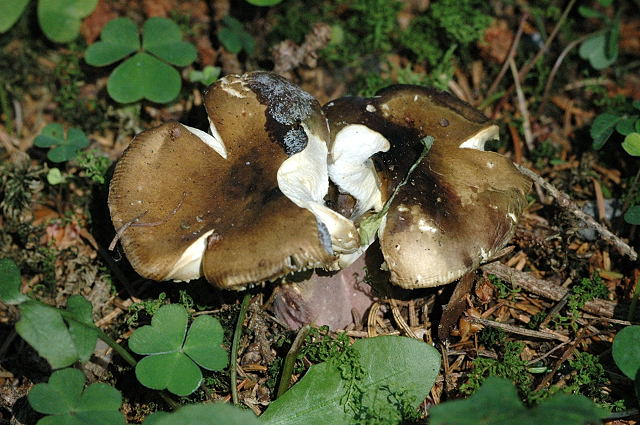
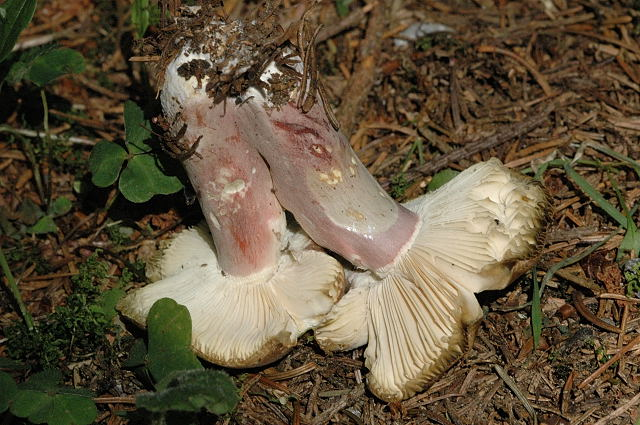